# Kristallen 2018
Kristallengalan 2018 ägde rum 31 augusti 2018. Den sändes i TV4. Programledare var Gina Dirawi.
Priserna i fyra av kategorierna (Årets program, Årets kvinnliga programledare, Årets manliga programledare och Årets sport-tv-profil) röstadess fram av tittarna under direktsändningen av galan medan priserna i de andra kategorierna utsågs av en jury. Kristallens styrelse utsåg även en hederspristagare och ett specialpris. Kristallen meddelade den 16 augusti vilka som var nominerade. Årets program blev Wahlgrens värld, årets manliga programledare blev David Hellenius, årets kvinnliga programledare blev Sanna Nielsen, årets hederspris gick till Ann-Britt Ryd Pettersson och juryns specialpris till Babblarna.

## Nominerade och vinnare

### Årets barnprogram
| Vinnare            | Vinnare     |
| ------------------ | ----------- |
| Klassen            | Barnkanalen |
| Övriga nominerade  |             |
| Fixa bröllopet     | Barnkanalen |
| Retorikmatchen     | UR          |
| Svansen i kläm     | Barnkanalen |
| Tripp, Trapp, Träd | UR          |

### Årets dokumentärprogram
| Vinnare                 | Vinnare     |
| ----------------------- | ----------- |
| Hela Sveriges mamma     | SVT         |
| Övriga nominerade       |             |
| Citizen Schein          | SVT         |
| Det goda landet         | UR          |
| Eran – punk i tre delar | SVT         |
| Superswede              | Viaplay/TV3 |

### Årets dokusåpa
| Vinnare           | Vinnare |
| ----------------- | ------- |
| Robinson          | TV4     |
| Övriga nominerade |         |
| Allt för Sverige  | SVT     |
| Mästarnas mästare | SVT     |
| Biggest loser VIP | Sjuan   |
| Paradise Hotel    | TV3     |

### Årets fakta och nyhetsbevakning
| Vinnare              | Vinnare      |
| -------------------- | ------------ |
| Barcelona terror     | Expressen TV |
| Övriga nominerade    |              |
| Köttets lustar       | SVT          |
| Min samiska historia | UR           |
| Nyhetsmorgon         | TV4          |
| Spotify lanseras     | Di TV        |

### Årets förnyare
| Vinnare                  | Vinnare        |
| ------------------------ | -------------- |
| Magda Gad Krigsdagböcker | Expressen      |
| Övriga nominerade        |                |
| Di TV                    | Di TV          |
| Drottninggatan 17.04.07  | TV4            |
| Micke Lindgren/Grotesco  | SVT            |
| What’s on the plate      | Aftonbladet TV |

### Årets granskning
| Vinnare                           | Vinnare |
| --------------------------------- | ------- |
| 200 sekunder – Stjärnadvokaten    | Viafree |
| Övriga nominerade                 |         |
| Kalla Fakta – Fallet Sannah       | TV4     |
| Kalla Fakta – Fotbollssyndikatet  | TV4     |
| Kalla Fakta – Mutorna längs vägen | TV4     |
| Uppdrag Granskning - Knutby       | SVT     |

### Årets humorprogram
| Vinnare                               | Vinnare |
| ------------------------------------- | ------- |
| Grotesco: flyktingkrisen – en musikal | SVT     |
| Övriga nominerade                     |         |
| Enkelstöten                           | TV4     |
| Helt perfekt                          | Kanal 5 |
| Leif & Billy                          | SVT     |
| Sommaren med släkten                  | Kanal 5 |

### Årets kvinnliga skådespelerska i en tv-produktion
| Vinnare                 | Vinnare       | Vinnare |
| ----------------------- | ------------- | ------- |
| Hedda Stiernstedt       | Vår tid är nu | SVT     |
| Övriga nominerade       |               |         |
| Alexandra Rapaport      | Gåsmamman     | Kanal 5 |
| Birgitte Hjort Sørensen | Gråzon        | C More  |
| Eva Röse                | Helt perfekt  | Kanal 5 |
| Vera Vitali             | Bonusfamiljen | SVT     |

### Årets livsstilsprogram
| Vinnare            | Vinnare |
| ------------------ | ------- |
| Hemliga beundrare  | TV3     |
| Övriga nominerade  |         |
| Arvinge okänd      | SVT     |
| Cowboykåken        | SVT     |
| Hälsningar från... | TV4     |
| Mandelmanns gård   | TV4     |

### Årets manliga skådespelare i en tv-produktion
| Vinnare           | Vinnare                               | Vinnare     |
| ----------------- | ------------------------------------- | ----------- |
| Henrik Dorsin     | Grotesco: flyktingkrisen – en musikal | SVT         |
| Övriga nominerade |                                       |             |
| Fredrik Hallgren  | Bonusfamiljen                         | SVT         |
| Johan Petersson   | Helt perfekt                          | Kanal 5     |
| Kristofer Hivju   | Beck                                  | C More      |
| Alexander Karim   | Advokaten                             | Viaplay/TV3 |

### Årets realityprogram
| Vinnare                      | Vinnare |
| ---------------------------- | ------- |
| Madame Deemas underbara resa | SVT     |
| Övriga nominerade            |         |
| Första dejten                | SVT     |
| Lerins lärlingar             | SVT     |
| Wahlgrens värld              | Kanal 5 |
| Parneviks                    | TV3     |

### Årets sportproduktion
| Vinnare                    | Vinnare      |
| -------------------------- | ------------ |
| OS-studion                 | Kanal 5      |
| Övriga nominerade          |              |
| Allsvenskan                | TV4/C More   |
| Ishockey-VM                | TV3          |
| Sport Expressen Vinter2018 | Expressen TV |
| Vasaloppet 2018            | SVT          |

### Årets tv-drama
| Vinnare           | Vinnare     |
| ----------------- | ----------- |
| Vår tid är nu     | SVT         |
| Övriga nominerade |             |
| Bron              | SVT         |
| Gråzon            | C More      |
| Gåsmamman         | Kanal 5     |
| Advokaten         | Viaplay/TV3 |

### Årets tv-personlighet
| Vinnare                             | Vinnare           | Vinnare |
| ----------------------------------- | ----------------- | ------- |
| Bianca Ingrosso & Pernilla Wahlgren | Wahlgrens värld   | Kanal 5 |
| Övriga nominerade                   |                   |         |
| Anna Book                           | Biggest loser VIP | Sjuan   |
| Dick Bewarp                         | Cowboykåken       | SVT     |
| Karin Laserow                       | Bytt är bytt      | TV4     |
| Peg Parnevik                        | Parneviks         | TV3     |

### Årets underhållningsprogram
| Vinnare                                   | Vinnare |
| ----------------------------------------- | ------- |
| Idol                                      | TV4     |
| Övriga nominerade                         |         |
| Bäst i test                               | SVT     |
| På spåret                                 | SVT     |
| Barncancergalan – Det svenska humorpriset | Kanal 5 |
| Talang                                    | TV4     |

### Årets program
| Vinnare           | Vinnare |
| ----------------- | ------- |
| Wahlgrens värld   | Kanal 5 |
| Övriga nominerade |         |
| Leif & Billy      | SVT     |
| Så mycket bättre  | TV4     |
| Parneviks         | TV3     |

### Årets kvinnliga programledare
| Vinnare            | Vinnare |
| ------------------ | ------- |
| Sanna Nielsen      | SVT     |
| Övriga nominerade  |         |
| Sofia Wistam       | Kanal 5 |
| Tilde de Paula Eby | TV4     |
| Rebecca Stella     | TV3     |

### Årets manliga programledare
| Vinnare              | Vinnare |
| -------------------- | ------- |
| David Hellenius      | TV4     |
| Övriga nominerade    |         |
| Alexander Hermansson | SVT     |
| Filip och Fredrik    | Kanal 5 |
| Peter Jihde          | TV3     |

### Årets hederspris
- Ann-Britt Ryd Pettersson

### Juryns specialpris
- Babblarna